# AI Dungeon
AI Dungeon — це безкоштовна англомовна текстова пригодницька гра для одного або кількох гравців, яка використовує генеративний штучний інтелект (ШІ) для створення історій в режимі реального часу, та дозволяє гравцям ділитися пригодами та підказками для їх генерації. Перша версія гри, що використовувала ранню версію GPT-2, стала доступна в травні 2019 року. Друга версія (спочатку називалася AI Dungeon 2) була випущена на Google Colaboratory в грудні 2019 року, і згодом перенесена на кросплатформний вебзастосунок. У липні 2020 року модель штучного інтелекту була змінена на GPT-3.

## Геймплей
AI Dungeon — це англомовна текстова пригодницька гра, яка використовує генеративний штучний інтелект і текст відповідей гравця для створення випадкових сюжетних ліній.
При створенні нової пригоди гравці можуть обрати її жанр (наприклад, фентезі,апокаліпсис, кіберпанк), та деякі параметри, які залежать від жанру (наприклад, клас персонажу для фентезі, або професію для зомбі-апокаліпсису).
Під час перебігу пригоди гравець може вибирати один з чотирьох основних текстових методів взаємодії:
- Do (Зробити): дозволяє гравцю виконати дію, за ним має слідувати дієслово.
- Say (Сказати): дозволяє гравцю спілкуватися з іншими персонажами; має супроводжуватися діалогом.
- Story (Історія): може супроводжуватися реченнями, що описують те, що відбувається в ході історії, або те, що ШІ повинен знати про майбутні події.
- See (Подивитися): дозволяю гравцю отримати більше інформації про події, персонажів або об'єктів; має супроводжуватися описом.

Гра враховує більшість дій гравця при генерації подальшого тексту пригоди. Гравці можуть видалити або перегенерувати нещодавні події, щоб покращити сюжет пригоди. Гравці також можуть попросити ШІ «запам'ятати» деякі елементи, щоб вони були використані при її подальшій генерації.

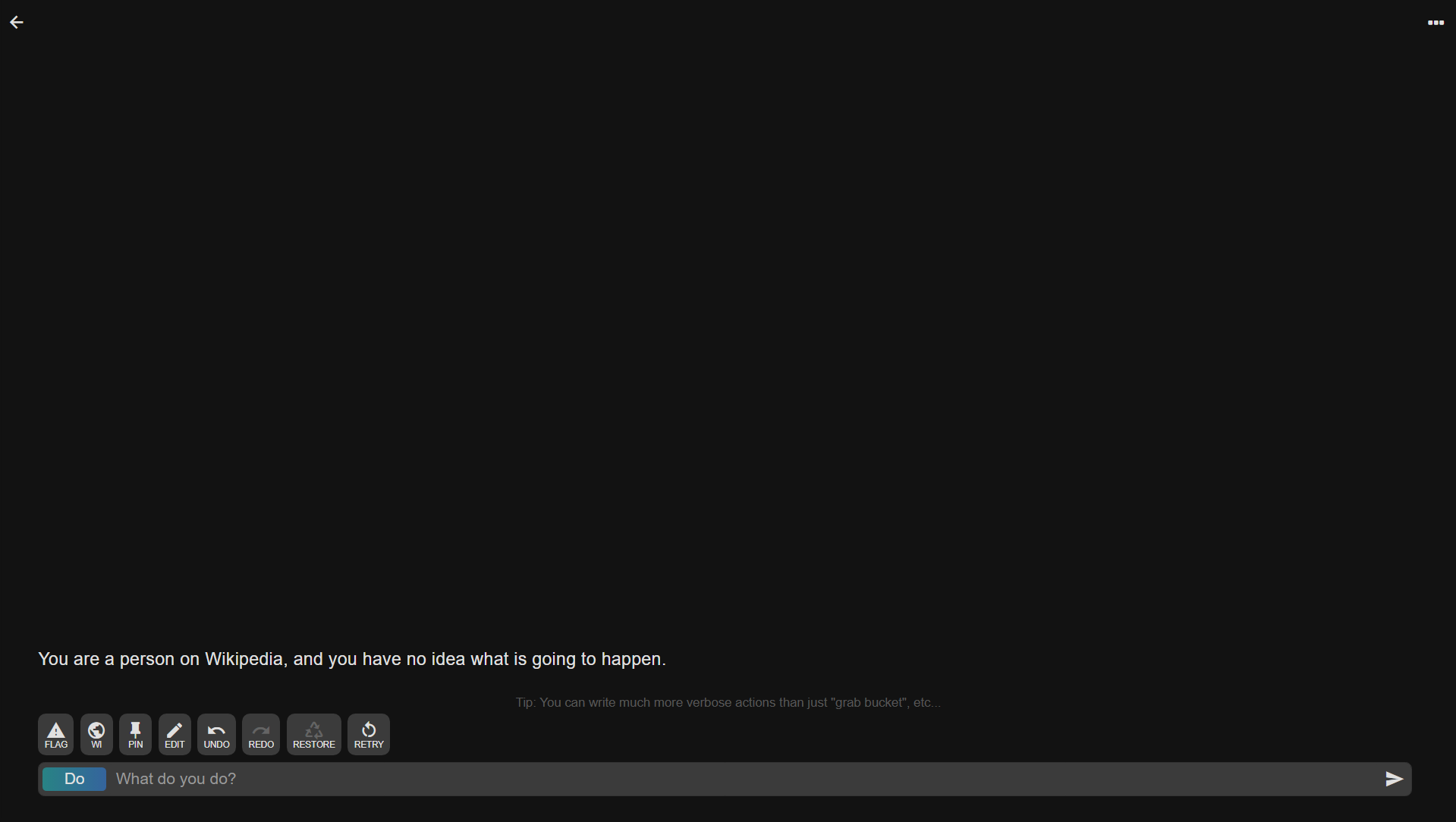
AI Dungeon в режимі власної пригоди

### Користувацький контент
На додаток до пригод у вже визначених жанрах, гравці можуть створювати власні пригоди з нуля, описавши особливості їх жанру у вигляді тексту. ШІ створить сетинг пригоди на основі цього опису.
Гравці можуть публікувати власні пригоди у вільний доступ для інших. AI Dungeon має інтерфейс для перегляду опублікованих пригод і дає можливість залишати під ними коментарі.

### Мультиплеер
AI Dungeon містить режим гри для кількох гравців, у якому кожен з гравців має власного персонажа. Гравці в рамках однієї пригоди по черзі взаємодіють з ШІ. AI Dungeon підтримує як онлайн-гру на кількох пристроях, так і локальну гру за допомогою одного пристрою, яким користуються по черзі.
Хост гри може керувати ШІ, змінюючи текст пригоди, який він генерує.
На відміну від однокористувацького режиму, в якому для опису подій та виборів гравця використовується розповідь від другої особи, тексти багатокористувацьких пригод написані від третьої особи.

### Світи
AI Dungeon дозволяє гравцям створювати пригоди в так званих «Worlds» («Світах»), які дають більше інформації про місце, де відбувається пригода. Першими світами, доступними для вибору стали Xaxas, «світ миру та процвітання», і Kedar, «світ драконів, демонів і монстрів»,

## Розробка

### AI Dungeon Classic(рання модель GPT-2)
Першу версію AI Dungeon (яку іноді називають AI Dungeon Classic) розробив Нік Волтон, співробітник лабораторії глибокого навчання «Сприйняття, контроль і пізнання» Університету Бригама Янга в березні 2019 під час хакатону. До цього Волтон працював стажером у кількох компаніях у сфері автономних транспортних засобів.

На цьому етапі у грі використовувалася рання версія нейронної мережі GPT-2, розробленої OpenAI, що дозволяло створювати оригінальні сюжети пригод. Волтон частково надихався настільною грою Dungeons & Dragons (D&D), у яку він вперше пограв зі своєю родиною кілька місяців тому:
«Я зрозумів, що немає доступних ігор, які давали б таку ж свободу робити все, що я знайшов у [Dungeons & Dragons] … Ви можете бути надзвичайно креативними порівняно з іншими іграми».
Досвід взаємодії з GPT-2 змусив його замислитися, чи може ШІ взяти на себе функцію Майстра Підземелля, який розповідає гравцям в D&D про перебіг їх пригоди, підлаштовуючи її сюжет під їх дії та реакції.
На відміну від пізніших версій AI Dungeon, оригінал не дозволяв гравцям обирати будь-яку дію за їх бажанням. Натомість він генерував обмежений список можливих дій на вибір.
Ця перша версія гри була опублікована в травні 2019 року. Її не слід плутати з іншою пригодницькою грою на основі GPT-2, GPT Adventure, яку створив аспірант відділення нейронауки Північно-Західного університету Іллінойсу Натан Вітмор, і також розмістив на Google Colab через кілька місяців після публічного релізу AI Dungeon.

### AI Dungeon 2(«повний» GPT-2)
У листопаді 2019 року OpenAI випустила нову, «повну» версію GPT-2. Ця нова модель підтримувала 1,5 мільярда параметрів (які визначають точність, з якою модель машинного навчання виконує завдання). Версія GPT-2, яка використовувалася на ранніх стадіях розробки AI Dungeon, підтримувала 261 мільйон параметрів. Волтон переробив гру, використовуючи цю нову версію моделі, і тимчасово перейменував її в AI Dungeon 2.
ШІ у AI Dungeon 2 навчався більш цілеспрямовано порівняно з його попередником, використовуючи окремі тексти для певних жанрів. У навчальний матеріал входили приблизно 30 мегабайт вмісту, взятого з вебсайту chooseyourstory.com (вебсайт з матеріалами онлайн-спільноти, яка надихалася інтерактивними книгами-ігорами), а також різних редакцій Правил D&D і готових пригод.
Нова версія була опублікована в грудні 2019 року як програмне забезпечення з відкритим кодом, доступним на GitHub. Однак для запуску коду програми гравцям потрібно було завантажити усю модель, близько 5 гігабайт даних. Через кілька днів після релізу це обов'язкове завантаження призвело до витрат на трафік у розмірі понад $20 000, і роботу гри було призупинено. Того ж місяця, через раптовий сплеск інтересу до гри вона стала закритим програмним забезпеченням і була перезапущена новою командою розробників Волтона, Latitude (з Волтоном в ролі CTO — технічного директора). Цей перезапуск включав у себе випуск застосунків для iOS та Android (розроблені Брейдоном Батунгбакалом) 17 грудня. Також до команди входив Торстен Кройц, відповідальний за довгострокову стратегію розвитку, та Алан Волтон, брат творця, відповідальний за інфраструктуру.
Нік Волтон також запустив кампанію на Patreon для підтримки і подальшого розвитку гри, наприклад, для розробки багатокористувацького режиму і озвучення. Він також озвучив довгострокові плани про додавання музичного та графічного контенту.
Ці зміни гру перетворили на комерційне підприємство, що Волтон вважав необхідним для покриття витрат на створення більш якісної версії гри. AI Dungeon був однією із небагатьох відомих комерційних програм, які використовували GPT-2.
В квітні 2020 року у грі з'явився багатокористувацький режим. Спочатку хостинг гри у цьому режимі був доступний лише преміум-передплатникам, хоча будь-який гравець міг приєднатися до уже розміщеної гри.

### Випуск моделіDragon(GPT-3)
У липні 2020 року OpenAI представили ексклюзивну преміальну версію моделі AI — Dragon, яка використовувала новий API OpenAI для використання моделі GPT-3 без збереження локальної копії моделі. GPT-3 навчалася на 570 гігабайтах текстового вмісту (приблизно один трильйон слів; розробка коштувала 12 мільйонів доларів) і могла підтримувати 175 мільярдів параметрів. Для порівняння, GPT-2 мала 40 гігабайт навчального вмісту та підтримувала 1,5 мільярдів параметрів.
Безкоштовну модель, доступну публіці та розробникам, також було оновлено, але до менш просунутої версії GPT-3. Вона отримала назву Griffin.
Невдовзі після випуску GPT-3, Волтон заявив:
«[GPT-3 — це] одна з найпотужніших моделей ШІ в світі… Вона набагато послідовніша в плані розуміння того, ким є персонажі, що вони говорять, що відбувається в сюжеті, та… [дозволяє краще] написати цікаву та правдоподібну історію».
У другій половині 2020 року до AI Dungeon було додано функцію «Світи», яка давала гравцям можливість розмістити їх пригоду в одному з загальних світів, які надавали більше контексту про середовище, де відбувається пригода.
У лютому 2021 року було оголошено, що Latitude зібрали 3,3 мільйона доларів початкового фінансування (за участю NFX, Album VC і Griffin Gaming Partners) для «створення ігор із „нескінченними“ сюжетними можливостями». Це фінансування мало на меті вивести створення контенту з ШІ в AI Dungeon за межі (на той час) виключно текстового застосування.
30 серпня 2022 року для всіх гравців став доступним новий варіант взаємодії «See» («Подивитися»).

## Сприйняття
Близько двох тисяч людей зіграло в оригінальну версію гри протягом першого місяця після її випуску, в травні 2019 року. Протягом тижня після перезапуску в грудні 2019 року було зафіксовано понад 100 000 гравців і понад 500 000 ігрових сесій, а в червні 2020 року AI Dungeon перетнула позначку в 1,5 мільйона гравців.

### Неігровий контент
Окрім гравців, які використовували AI Dungeon як розвагу, були також користувачі, які намагалися використовувати ігровий інтерфейс генерації тексту для створення інших форм контенту, яких не було у традиційних пригодах (переважно через опцію користувацьку пригод). Незважаючи на те, що гру в основному навчали з використанням текстових пригодницьких ігор, навчальний контент для самих моделей GPT містив велику кількість веб-контенту (наприклад, повну англомовну Вікіпедію), що дозволяло грі використовуватися в областях поза межами цього основного фокусу. Серед прикладів такого використання AI Dungeon:
- Співавторське написання статті про сам GPT-3[8].
- Генерація відповідей на філософські есе, написані на GPT-3[41].
- Симуляція бесіди з психологом[42].
- Фабрикація інтерв'ю на тему етики[43].
- Участь у власному терапевтичному сеансі[44].
- Взаємодія з вигаданими версіями знаменитостей[36].
- Публікація контенту у вигаданій версії Instagram[45].
- Створення еротичного та порнографічного контенту[46][47][48][49][50].

### Модерація контенту та конфіденційність користувачів
У квітні 2021 року в AI Dungeon запровадили новий алгоритм модерації вмісту, щоб завадити гравцям створювати текстові імітації дитячої порнографії. Ця модерація включала в себе людину-модератора, яка читала приватні пригоди користувачів. Фільтр також мав помилкові спрацьовування через неоднозначні формулювання (терміни на кшталт «eight-year-old laptop», які можна неправильно інтерпретувати як вік дитини), спрацьовуючи як на порнографічні, так і на непорнографічні пригоди. В результаті цих збоїв системи модерації деякі гравці вдалися до  бомбардування AI Dungeon відгуками, посилаючись на помилкові спрацьовування модерації та недостатню комунікацію між Latitude та її користувацькою базою.
У вересні 2021 року Latitude розповіли про вже виправлену вразливість у API гри, яка потенційно дозволяла зловмисникам дотримувати доступ до деяких користувацьких даних.

### Додавання реклами
У червні 2022 року в AI Dungeon з'явилась реклама. Вона замінила попередню систему, побудовану на «енергії», яка витрачалась на створення пригод, і відновлювалась через деякий час. Система реклами надавала нескінченні спроби створення пригод, але час від часу переривала ігровий процес рекламою, при цьому гравець міг втратити свої дії. Ця зміна викликала негативну реакцію користувачів, у відповідь на яку Latitude оновили гру, і навчили її зберігати дії гравців під час перегляду реклами. Систему реклами було остаточно видалено наприкінці 2022 року.

### Версія в Steam
AI Dungeon для Steam була випущена 28 липня 2022 року. Наприкінці 2022 року гра отримала безкоштовну версію з можливістю внутрішньоігрових покупок.